# Міжгалактичний простір

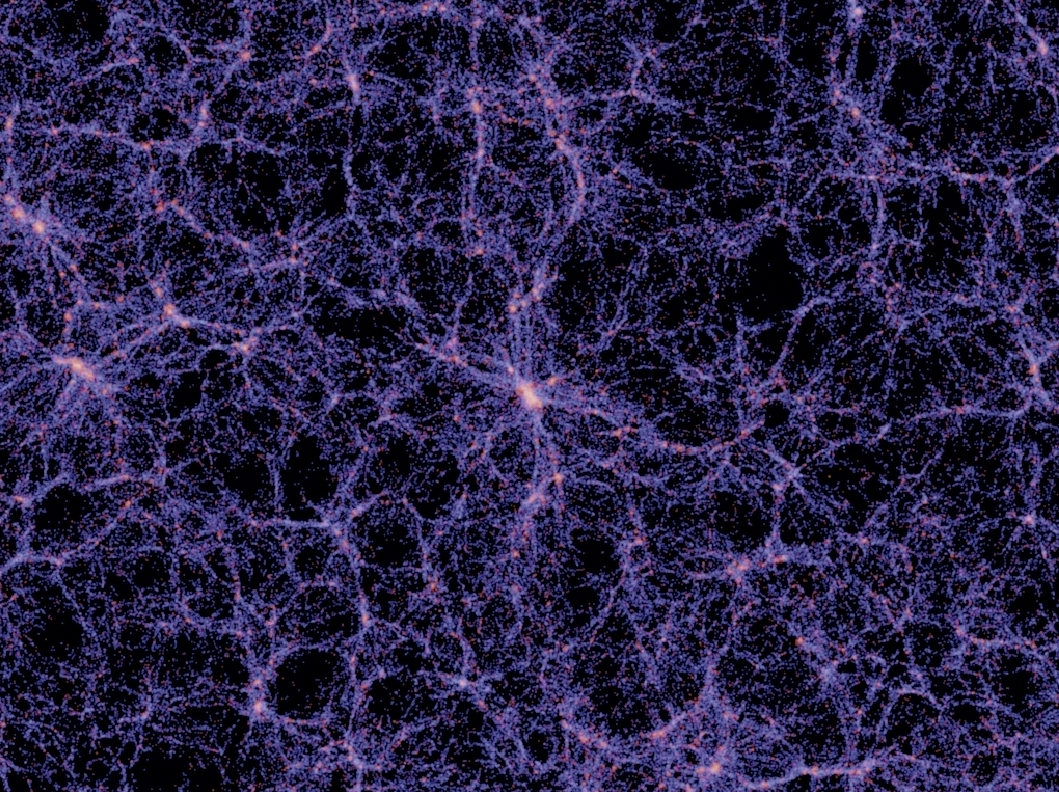
Частина видимої у сучасні телескопи Метагалактики. Розподіл галактик у Всесвіті (по Дж. Пібблсу). Кожна світла точка - це ціла галактика. Яскраві світлі плями - скупчення галактик

Міжгалактичний простір — частина космічного простору, розташована між галактиками. Міжгалактичний простір заповнений украй розрідженим іонізованим газом із концентрацією частинок 10-4 — 10-2 на см³.
Температура міжгалактичного газу в скупченнях галактик становить кілька мільйонів Кельвінів. Нагрівання обумовлене зоряним вітром, електромагнітним випромінюванням чорних дір і космічними променями, що утворюються внаслідок спалахів наднових. До міжгалактичного простору також надходить гарячий газ у формі галактичного вітру.
Дослідження розподілу великого масштабу галактик показують, що Всесвіт має піноподібну структуру зі скупчень і груп галактик, розташованих уздовж волокон, які займають близько однієї десятої від загального простору. Величезні порожнини між ними називають войдами. Як правило, войди мають розміри близько
(10−40) h−1 MPc, де h — стала Габбла.
Простір між галактиками заповнений розрідженою плазмою , яка організовується в ниткоподібні структури. Щільність таких структур більша в  5-200 разів від середньої щільності Всесвіту. 

## Дивись також
- Міжгалактичний газ
- Міжгалактичний пил
- Міжзоряне середовище
- Тепло-гаряче міжгалактичне середовище